# Philipp Schweitzer (Glockengießer)

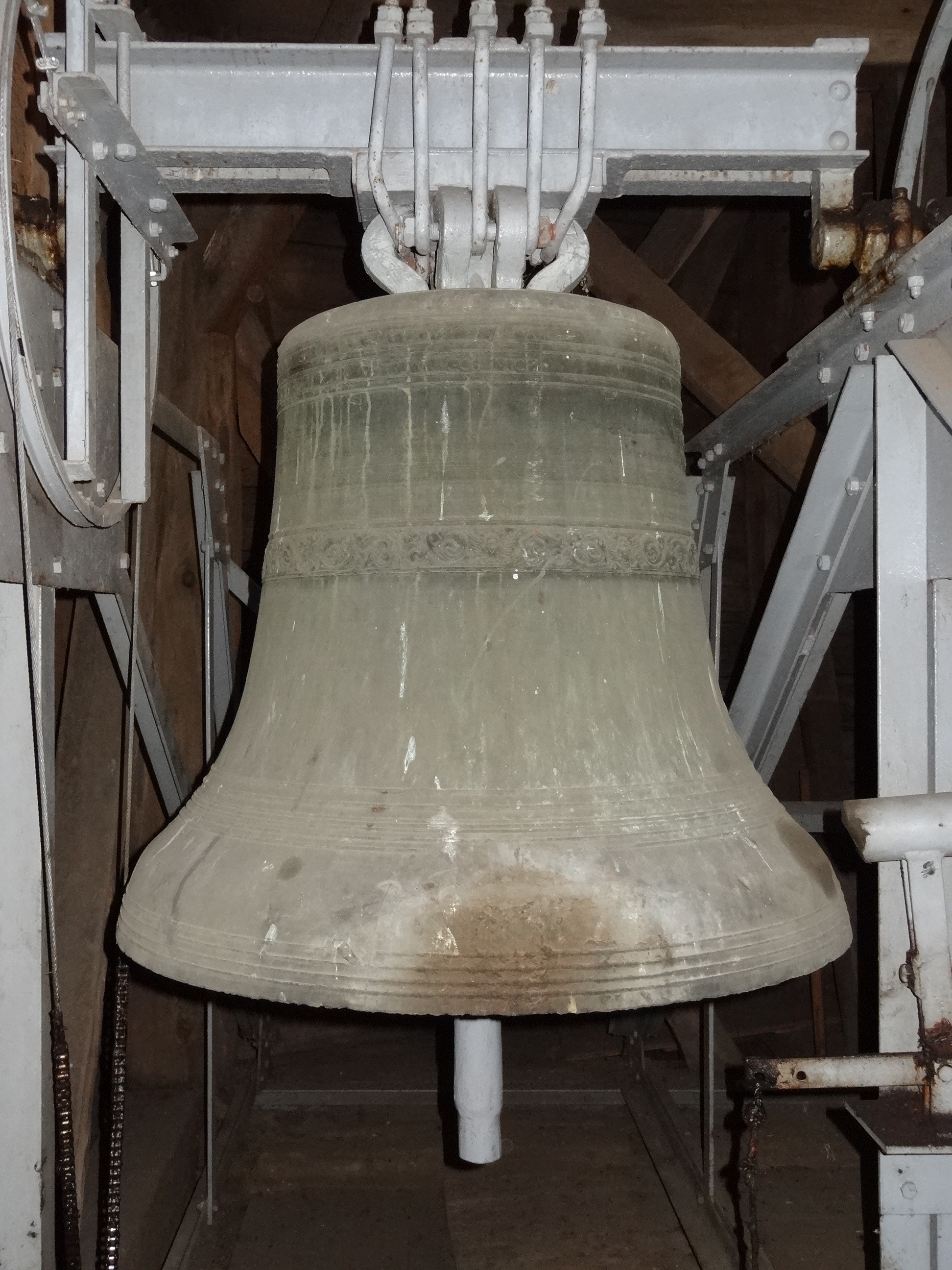
1710 von Ph. Schweitzer gegossene Glocke

Johann Philipp Schweitzer (* 6. März 1683 in Werdorf; † 1754) war ein deutscher Glockengießer aus Aßlar-Werdorf. Er goss einige Glocken für Mittelhessen und bisweilen die weiter entfernte Umgebung, von denen wenige erhalten sind.

## Geschichte
Graf Wilhelm von Solms-Greifenstein hatte Philipp Schweitzers Urgroßvater, der als Pfarrer aus Ulm nach Werdorf gezogen war, eine „Erb- und immerwehrende“ Freiheit von allen Fron- und Herrendiensten und sämtlichen Abgaben für ihn und alle seine Nachkommen verliehen. Philipp Schweitzer wurde am 6. März 1683 in Werdorf geboren. Um 1708 stieg er in den Gießerbetrieb seines Schwiegervaters Dilman Schmid, dessen Tochter Anna Kunigunda er geheiratet hatte, ein.
Im Jahr 1709 wurden Schmid und er als Sachverständige angehört, um eine von der Frankfurter Gießerfamilie Schneidewind gefertigte und von Hanau bemängelte Glocke für die Marienkirche zu beurteilen.
Schweitzer übernahm um 1715 den Gießerbetrieb. Nachdem 1729 seine Ehefrau Anna Kunigunda gestorben war, heiratete er 1730 Anna Margaretha Benderin aus Griedel, was er in der Inschrift dreier für die dortige Kirche gegossenen Glocken verewigte. Schweitzer hatte mit ihr eine Tochter namens Margaretha Constantina Sophia und 1737 einen Sohn namens Conrad. Schweitzer starb in Werdorf 1754.

## Charakteristika
Schweitzer übernahm für seinen Glockenguss die meisten Merkmale seines Lehrmeisters, etwa die Inschrift in Barock-Antiqua in Versalien, die Zierringe auf dem Wolm samt verschiedentlicher Zierfriese an der Haube, teils Heiligenbilder auf den Flanken und eine gewöhnliche Sechshenkelkrone mit fast kreisrunden, im Querschnitt quaderförmigen Henkeln. Klanglich folgte er der Rippe seines Lehrmeisters Schmid und goss somit hauptsächlich leicht bis unmerklich vom Ideal abweichende Molloktavglocken.

## Werke
In den beiden Weltkriegen wurden viele Glocken zu Rüstungszwecken eingeschmolzen oder durch Brände zerstört. Einige kehrten nach dem Zweiten Weltkrieg aus dem Glockenlager in Hamburg („Glockenfriedhof“) zurück. Manche wurden bereits im 18. oder 19. Jahrhundert umgegossen.
Die folgende Liste gibt einen – sicherlich unvollständigen – Überblick über die Glocken von Philipp Schweitzer.
| Jahr | Aufhängungsort (aktuell) | Gebäude/Nutzung        | Schlagton | Masse  | Durchmesser | Erhalten  | Bemerkung |
| ---- | ------------------------ | ---------------------- | --------- | ------ | ----------- | --------- | --- |
| 1705 | Büttelborn               | Ev. Kirche             | g1        | 645 kg | 1.000 mm    | Ja        | Gemeinsames Werk mit Dilman Schmid |
| 1705 | Stockstadt am Rhein      | Ev. Kirche             | b1        | 450 kg | 889 mm      | Ja        | Gemeinsames Werk mit Dilman Schmid |
| 1707 | Neukirchen (Braunfels)   | Ev. Kirche             |           |        |             | Nein      | Im Ersten Weltkrieg eingeschmolzen |
| 1708 | Oberstedten              | Ev. Kirche             | e2        |        |             | Ja        | |
| 1709 | Mohnhausen               | Ev. Fachwerkkirche     | fis²      |        |             | Ja        | Zweite Glocke aus selbem Jahr wurde im Zweiten Weltkrieg eingeschmolzen.                                                                       |
| 1709 | Mohnhausen               | Ev. Fachwerkkirche     | Nein      |        |             |           | Zweite Glocke aus selbem Jahr wurde im Zweiten Weltkrieg eingeschmolzen.                                                                       |
| 1710 | Gambach                  | Ev.-ref. Kirche        | a1        |        |             | Ja        | Vertiefte Prime |
| 1710 | Gambach                  | Ev.-ref. Kirche        | e1        | 993 kg | 1.180 mm    | Ja        | Gemeinsames Werk mit Dilman Schmid |
| 1712 | Bettenhausen             | Ev.-ref. Kirche        |           |        | 710 mm      | Ja        | Vermutlich Dreiergeläut, mittlere Glocke 1823 umgegossen                                                                                       |
| 1712 | Bettenhausen             | Ev.-ref. Kirche        | Nein      |        |             |           | Vermutlich Dreiergeläut, mittlere Glocke 1823 umgegossen                                                                                       |
| 1712 | Bettenhausen             | Ev.-ref. Kirche        |           |        | 800 mm      | Ja        | Vermutlich Dreiergeläut, mittlere Glocke 1823 umgegossen                                                                                       |
| 1718 | Bellersheim              | Ev. Kirche             |           |        |             | Nein      | Im Zweiten Weltkrieg eingezogen |
| 1718 | Kroppach                 | Ev. Kirche             |           |        |             | Unbekannt | Laut weiterer Quelle aus dem Jahr 1723 |
| 1725 | Wölfersheim              | Ev.-ref. Kirche        | h1        |        |             | Ja        | Molloktavglocke. 1690 goss Schmid bereits eine Glocke für diese Kirche                                                                         |
| 1727 | Remscheid                | Ev. Stadtkirche        |           |        |             | Nein      | 1764 umgegossen |
| 1727 | Remscheid                | Ev. Stadtkirche        | Nein      |        |             |           | 1764 umgegossen |
| 1729 | Ranstadt                 | Ev. Kirche             | a1        |        | 850 mm      | Ja        | [ 11 ] |
| 1730 | Ranstadt                 | Ev. Kirche             |           |        |             | Nein      | [ 11 ] |
| 1730 | Ranstadt                 | Ev. Kirche             |           |        |             | Nein      | [ 11 ] |
| 1730 | Griedel                  | Ev. Kirche             | as1       |        |             | Ja        | Dreiergeläut. Erwähnung seiner Hochzeit in der Inschrift. Zwei Glocken vermutlich 1792 und 1862 umgegossen                                     |
| 1730 | Griedel                  | Ev. Kirche             | Nein      |        |             |           | Dreiergeläut. Erwähnung seiner Hochzeit in der Inschrift. Zwei Glocken vermutlich 1792 und 1862 umgegossen                                     |
| 1730 | Griedel                  | Ev. Kirche             | Nein      |        |             |           | Dreiergeläut. Erwähnung seiner Hochzeit in der Inschrift. Zwei Glocken vermutlich 1792 und 1862 umgegossen                                     |
| 1731 | Leidhecken               | Ev. Kirche             |           |        |             | Nein      | [ 1 ] [ 12 ] |
| 1732 | Alsberg                  | Kath. Kirche Hl. Kreuz |           |        |             | Nein      | 1888 umgegossen |
| 1733 | Altenstadt               | Ev. Kirche St. Nicolai | gis1      |        |             | Ja        | [ 14 ] |
| 1736 | Niederlemp               | Ev. Kirche             |           |        |             | Nein      | [ 15 ] [ 5 ] |
| 1738 | Trais-Horloff            | Ev. Kirche             |           |        | 680 mm      | Nein      | 1929 umgegossen |
| 1739 | Herborn                  |                        |           |        |             | Unbekannt | [ 16 ] |
| 1741 | Daubhausen               | Ev. Kirche             |           |        |             | Nein      | Französische Inschrift |
| 1752 | Bechlingen (Aßlar)       | Ev. Kirche             |           |        |             | Nein      | [ 5 ] |
| 1762 | Daubhausen               | Ev. Kirche             |           |        |             | Nein      | Ablesefehler der Jahreszahl oder Guss durch seinen Sohn. Unsicher, da gemäß historischer Quelle (1836) nur eine Glocke von 1741 vorhanden war. |
| 1762 | Daubhausen               | Ev. Kirche             | Nein      |        |             |           | Ablesefehler der Jahreszahl oder Guss durch seinen Sohn. Unsicher, da gemäß historischer Quelle (1836) nur eine Glocke von 1741 vorhanden war. |